# Ophiodermella montereyensis
Ophiodermella montereyensis är en snäckart som beskrevs av Bartsch 1944. Ophiodermella montereyensis ingår i släktet Ophiodermella och familjen kägelsnäckor. Inga underarter finns listade i Catalogue of Life.